# Аккуль (Кармаскалинський район)
Акку́ль (рос. Аккуль, башк. Аҡкүл) — присілок у складі Кармаскалинського району Башкортостану, Росія. Входить до складу Старомусінської сільської ради.
Населення — 38 осіб (2010; 125 в 2002).
Національний склад:
- татари — 71 %
- башкири — 27 %